# Takaki Jumpei
Jumpei Takaki (sinh ngày 1 tháng 9 năm 1982) là một cầu thủ bóng đá người Nhật Bản.

## Sự nghiệp câu lạc bộ
Jumpei Takaki đã từng chơi cho Shimizu S-Pulse, Consadole Sapporo, Montedio Yamagata và Tokyo Verdy.